# Ciliergo
Ciliergo era una parroquia española del municipio de Peñamellera, perteneciente a la provincia de Oviedo.

## Historia
Hacia mediados del siglo XIX, la parroquia pertenecía al municipio de Peñamellera e incluía en su término los lugares de Colosía y Hontamió, que sumaban un total de 90 habitantes. Aparece descrito en el sexto volumen del Diccionario geográfico-estadístico-histórico de España y sus posesiones de Ultramar de Pascual Madoz con las siguientes palabras:

CILIERGO (San Juan de): felig. en la prov. y dióc. de Oviedo (20 leg.), part. jud. de Llanes (4), ayunt. de Peñamellera (1/2). sit. en las inmediaciones del r. Cares, al estremo oriental de la prov., con buena ventilacion y clima saludable. Se compone de los l. de Colosia y Hontamio que reunen 17 casas de mala fábrica. La igl. parr., dedicada á San Juan, tiene por aneja la de San Pedro de Tobes ó Robriguero, y está servida por un cura de ingreso y de patronato laical. Confina el térm. N. felig. de Abandames; E. Panes; S. Cuñaba; y O. la de Mier. Cerca del l. de Colosia se encuentran dos edificios, cuyas troneras indican ser del tiempo de los moros. Le cruzan el mencionado r. Cares y el Deba, los cuales se reunen en el sitio llamado el Pozo: hay sobre el último un buen puente de piedra que fué mandado destruir por el general Ballesteros en 1809 para una operacion militar. El terreno es montuoso y muy quebrado pero fértil; los caminos malos. prod.: trigo, maiz, castañas, avellanas, alubias y otros frutos; sostiene mucho ganado vacuno, de cerda, lanar y cabrio; hay caza de varias clases, animales dañinos, y pesca de diferentes especies. pobl.: 17 vec., 90 alm. contr. con su ayunt. (V.)
(Madoz, 1847, p. 401)

La iglesia de San Juan era la parroquial.